# Polski Teatr Tańca

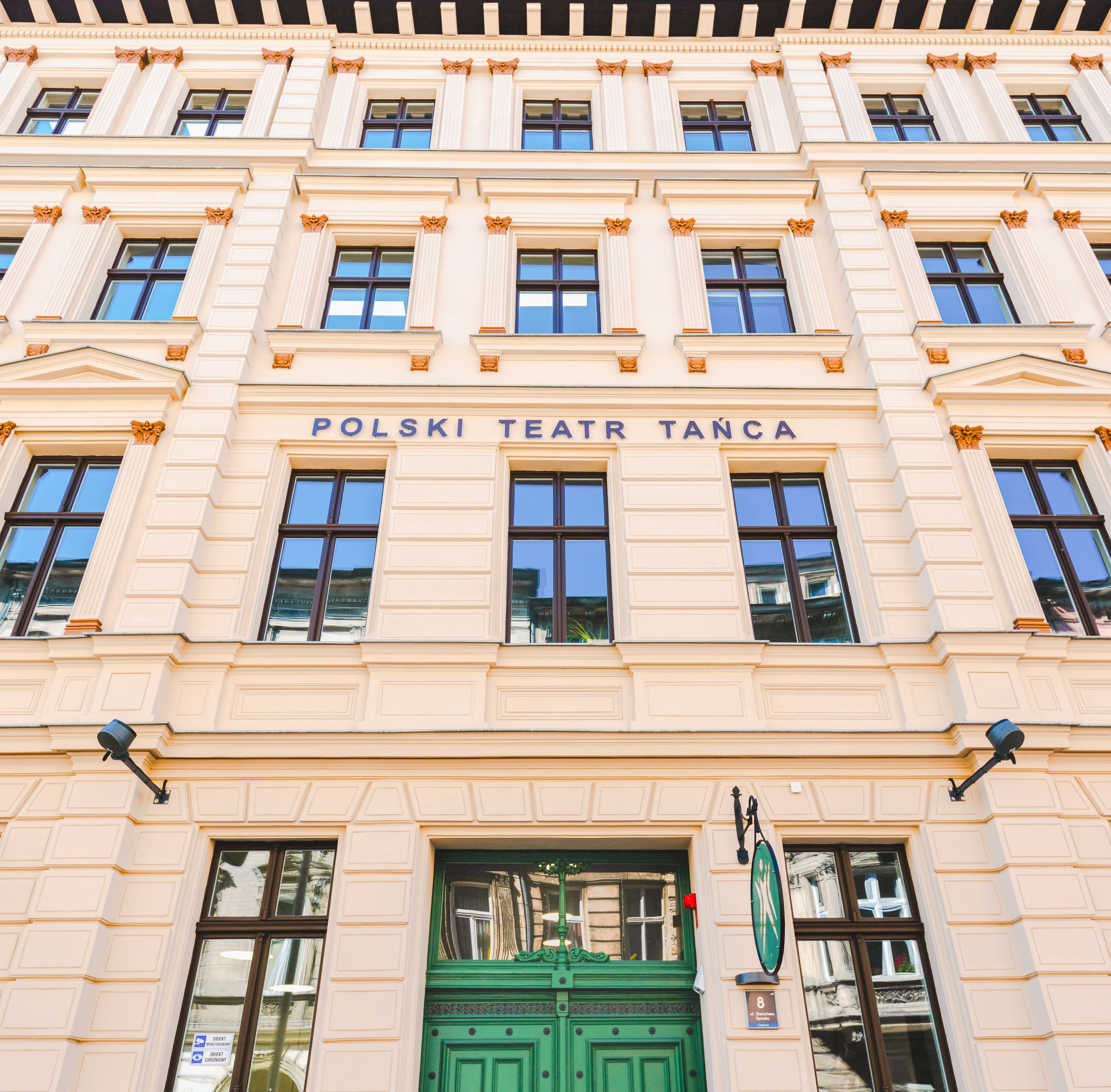
Pierwsza własna siedziba Polskiego Teatru Tańca, ul. Taczaka 8

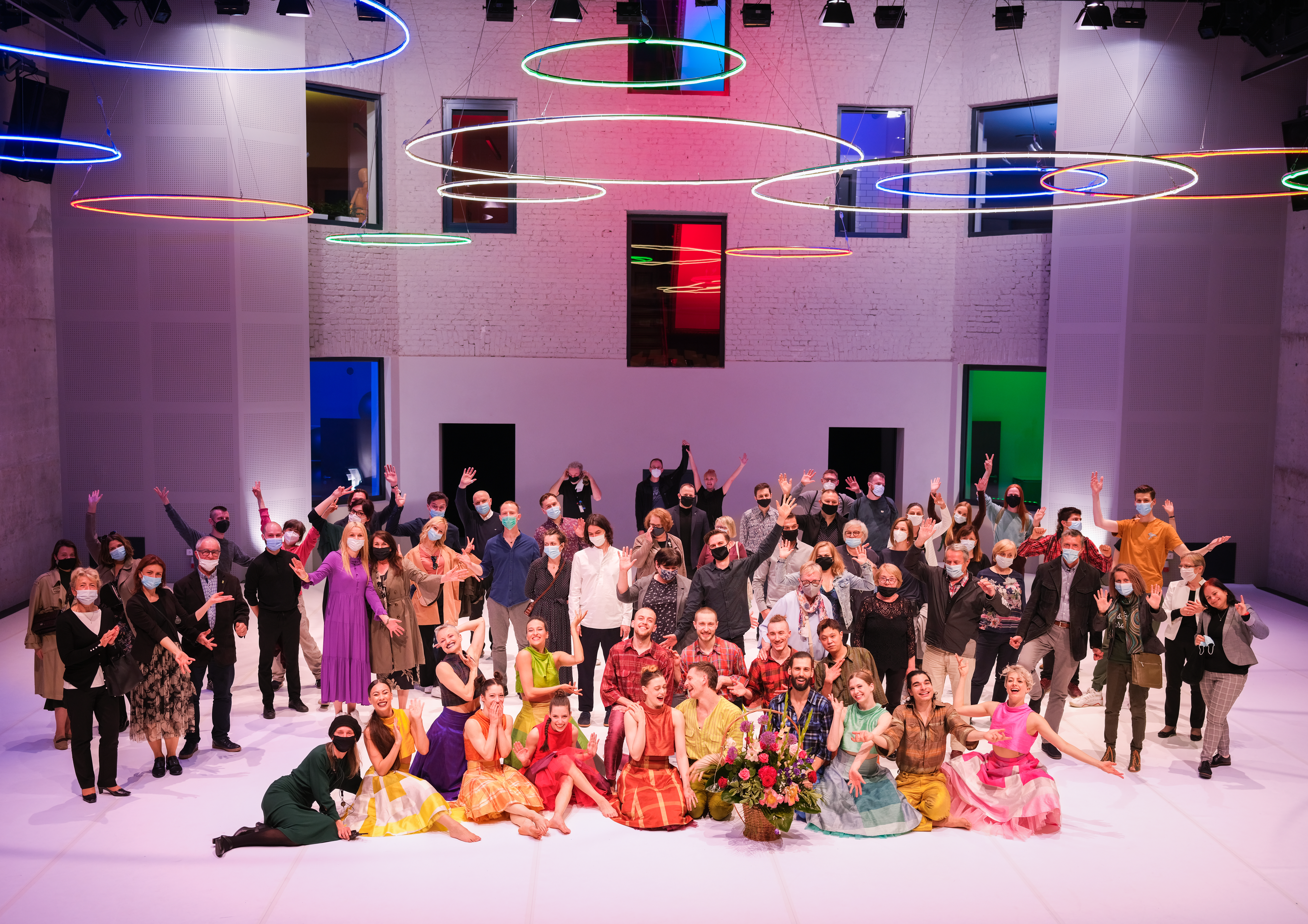
Pierwsza publiczność w siedzibie Polskiego Teatru Tańca, spektakl „Kurka Wodna albo urojenie”, 30.05.2021

Polski Teatr Tańca (do 29 stycznia 2018 działający pod nazwą Polski Teatr Tańca – Balet Poznański) – teatr założony w 1973 z inicjatywy władz miejskich (uchwała Rady Narodowej m. Poznania z dnia 22 czerwca) i środowiska artystycznego Poznania. Pierwszym dyrektorem był Conrad Drzewiecki.

## Historia
Pierwszą premierą było autorskie przedstawienie Conrada Drzewieckiego (opracowanie muzyczne Eugeniusza Rudnika) Epitafium dla Don Juana (20 stycznia 1974). Scenografię zaprojektował Władysław Wigura.
Teatr powstał z inicjatywy władz Poznania, przy początkowym braku entuzjazmu w Ministerstwie Kultury i Sztuki. Projekt przeforsowano dzięki wsparciu Wincentego Kraśko, sekretarza Komitetu Centralnego PZPR, wcześniej związanego z Poznaniem. Od 1973, zgodnie ze statutem, Polski Teatr Tańca realizuje założenia programowe, polegające na promocji sztuki tańca i upowszechnianiu kultury baletowej w Polsce i za granicą.
Na podstawie uchwały Sejmiku Województwa Wielkopolskiego z 29 stycznia 2018 roku Polski Teatr Tańca – Balet Poznański zmienił nazwę na Polski Teatr Tańca.
Do 2022 roku Polski Teatr Tańca, zrealizował ponad 200 premier, gościł na pięciu kontynentach, został wyróżniony wieloma nagrodami (wśród nich Fringe First Special Award na Międzynarodowym Festiwalu w Edynburgu w 1992 roku za spektakl „Samotność fauna” w choreografii Ewy Wycichowskiej).

### Lata 1988–2016
W latach 1988–2016 dyrektorem naczelnym i artystycznym PTT była Ewa Wycichowska, wieloletnia primabalerina Teatru Wielkiego w Łodzi, choreograf i pedagog. W teatrze okazję zabrania głosu mieli Birgit Cullberg, Mats Ek, Dominique Bagouet, Karine Saporta i Ohad Naharin, Istvan Juhos Putto, Thierry Verger, Jacek Przybyłowicz, Paulina Wycichowska. Szansę konfrontacji i rozmowy z widzem, mają także laureaci międzynarodowych konkursów choreograficznych, tacy jak Yossi Berg z Izraela czy Virpi Pahkinen ze Szwecji, jak i tancerze Polskiego Teatru Tańca skupieni wokół grupy „Atelier” – wyłonionej wewnątrz Teatru „sceny poszukiwań i debiutów”.
Poszerzając swoją działalność o pierwiastek edukacyjno-warsztatowy Polski Teatr Tańca organizował w latach 1994–2016 Międzynarodowe Warsztaty Tańca Współczesnego oraz (od 2004 roku) Międzynarodowy Festiwalu Teatrów Tańca (również pod nazwą Dancing Poznań).

### Od 2016 roku

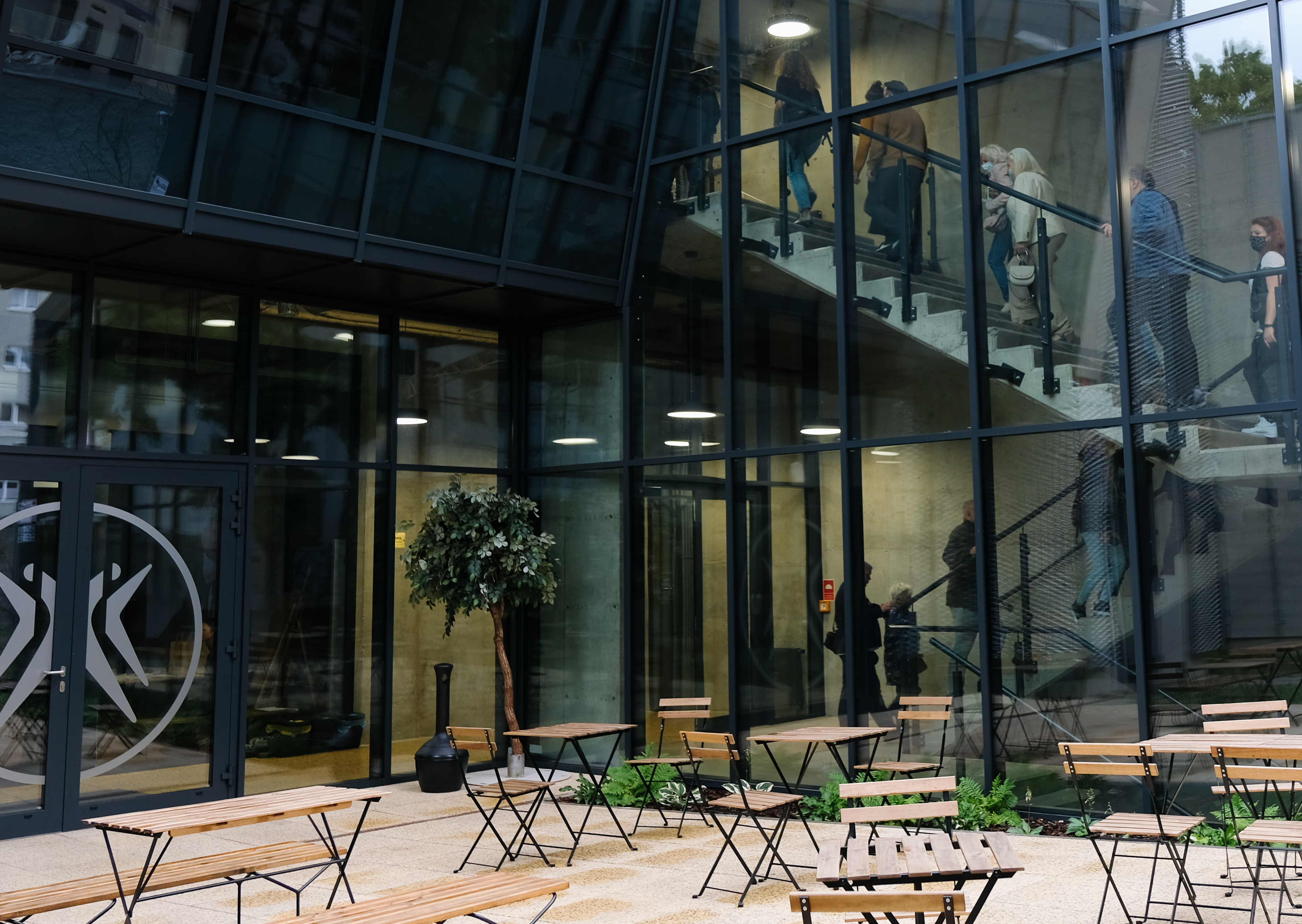
Pierwsze oprowadzanie po siedzibie Polskiego Teatru Tańca, Drzwi Otwarte, 18.09.2021

Od 1 września 2016 roku funkcję dyrektora teatru pełni Iwona Pasińska – choreograf i dramaturg ruchu, dr teatrologii, wieloletnia pierwsza solistka Polskiego Teatru Tańca. W latach 2016–2020 kierunek ewolucji repertuaru Polskiego Teatru Tańca wyznaczało dążenie do odhermetyzowania teatru tańca, wyrażające się m.in. w intensywnej współpracy z dramaturgami i reżyserami teatralnymi. Idea teatru tańca zaproponowana przez Pasińską na lata 2021–2025 to tworzenie przestrzeni dla przenikania się różnych form wyrazu oraz eksplorowanie granic natury i kultury. Każdy rok w Polskim Teatrze Tańca ma przypisany idiom, który jest inspiracją dla współpracujących z teatrem twórców. Od momentu objęcia przez Pasińską stanowiska dyrektora do 2022 roku, Polski Teatr Tańca przygotował 19 premier.

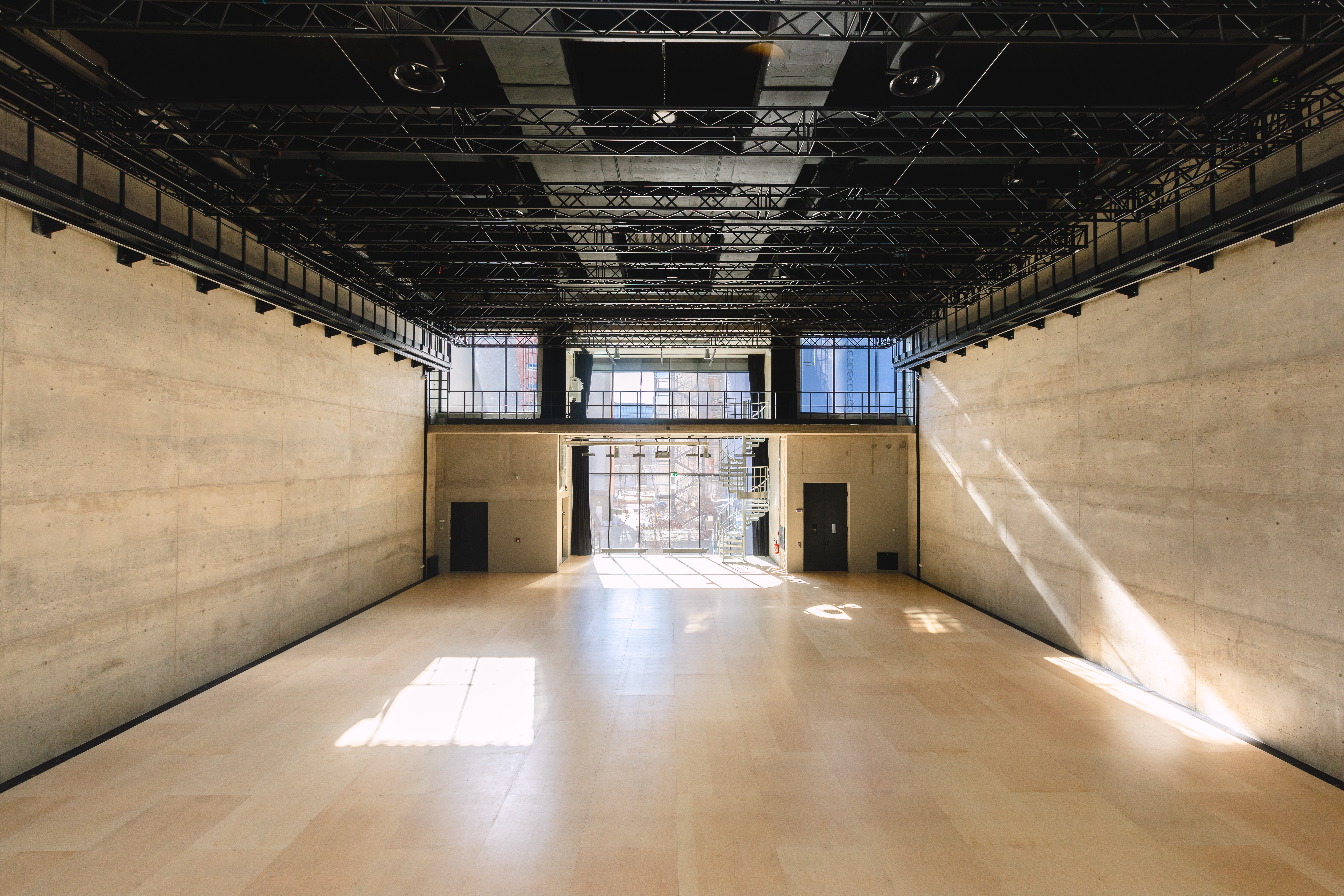
Pierwsza własna scena i studio Polskiego Teatru Tańca

#### Premiery
2017:
- „Żniwa” (reż. I. Gorzkowski, chor. I. Pasińska, premiera: 21.01.2017)[12]

Wieczory dziadowskie:
- „Dziady_kopia.doc” (reż. i chor. Tomasz Bazan, premiera: 25.05.2017)[13]
- „Niech żywi grzebią umarłych” (reż. Aleksandra Dziurosz i Tomasz Szczepanek, premiera: 26 maja 2017 r.)[14]
- „Gorycz” (reż i chor. Kaya Kołodziejczyk, premiera: 27.05.2017)[15]
- „Wesele. Poprawiny” (reż. Marcin Liber, premiera: 13.10.2017)[16]

2018:
- „Polka” (reż. I. Gorzkowski, chor. I.Pasińska, premiera: 3.02.2018)[17]
- „No more tears” (reż. Iwo Vedral, chor. Krystyna Szydłowska, premiera: 16.06.2018)[18]
- „Wszyscy jesteśmy bogami” (reż. Tomasz Rodowicz, premiera: 12.09.2018)[19]
- „Solidaritot”, zrealizowany w koprodukcji z bodytalk – artystycznym kolektywem z Münster (premiera niemiecka: 12.12.2018 w Theater im Pumpenhaus w Münster, premiera polska: 18.12.2018 w Teatrze Studio w Warszawie, premiera poznańska: 20.12.1918 w CK „Zamek”)[20]

2019:
- „Obiecana Ziemia Obiecana” (reż. Katarzyna Raduszyńska, chor. A. Bieńkowski, premiera: 29.04.2019)[21]
- „Śledztwo” (reż. Mikołaj Mikołajczyk, premiera: 22.06.2019)[22]

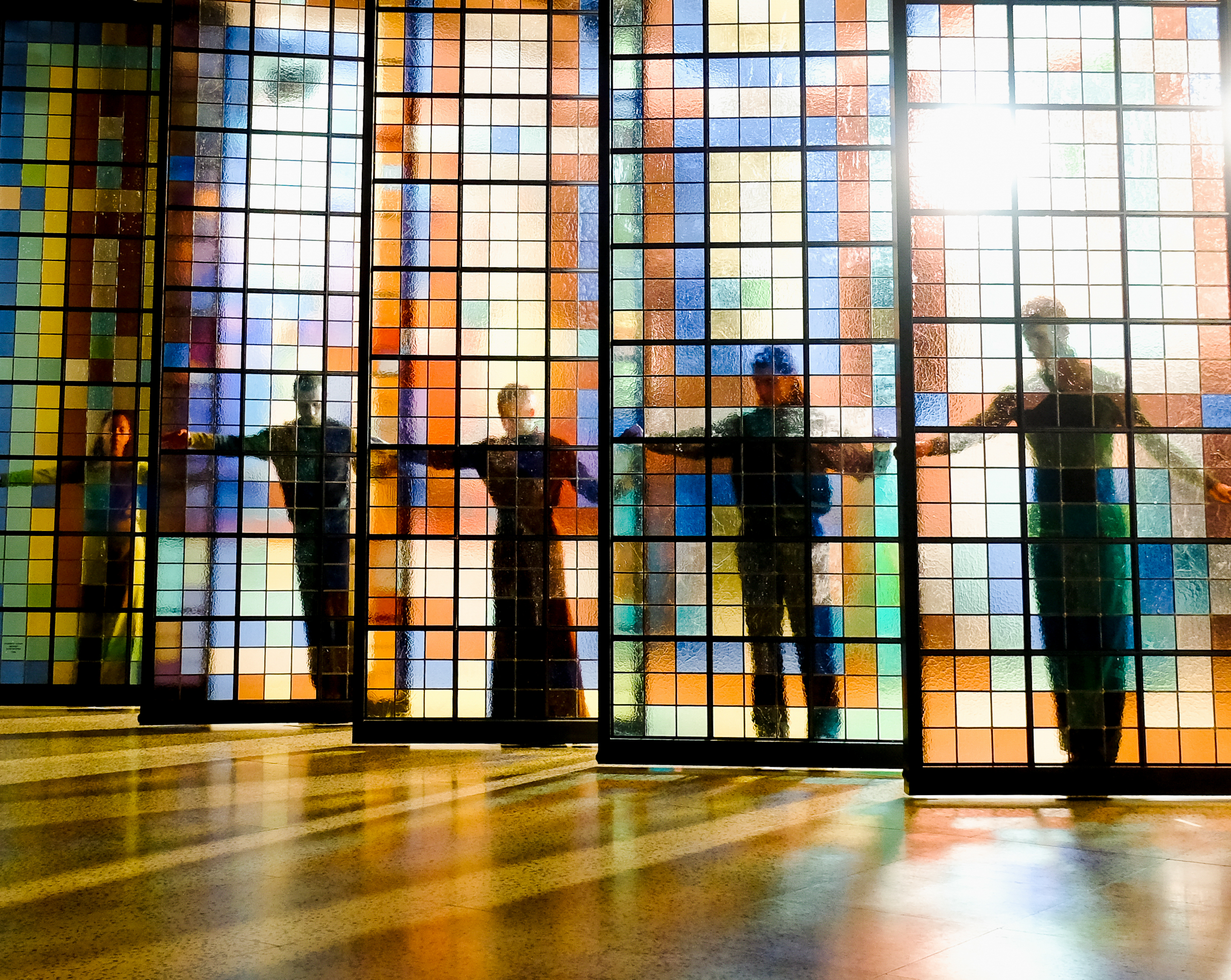
Pierwszy witraż w siedzibie Polskiego Teatru Tańca pn. „Biotekton – kinetyczna struktura światła” autorstwaTomasza Matusewicza, fot. A. Grabowski

- „45” (chor. Jacek Przybyłowicz, premiera: 29.06.2019)[23]
- „Fabula rasa” (reż. i chor. Maciej Kuźmiński, premiera: 20.11.2019)[24]

2020:
- „Trucizna” (reż. i chor. Marta Ziółek, premiera: 25.02.2020)[25]
- „Kurka Wodna albo urojenie” (reż. Igor Gorzkowski, chor. Iwona Pasińska, premiera online: 28.12.2020, premiera na żywo 29.05.2021)[26]

2021:
- „Walka o ogień i wzrost gospodarczy” (reż. Szymon Kaczmarek, chor. Mikołaj Karczewski, premiera online: 26.02.2021)[27]
- „Romeos&Julias unplagued. Traumstadt” (chor. Yoshiko Waki, dramaturgia Rolf Baumgart / kolektyw bodytalk, premiera: 20 i 21.06 2021)[28]

2022:
- „KoczkodanSE” – spektakl dla dzieci w wieku 6 -11 lat (reż. i chor. Iwona Pasińska, premiera: 1.06. 2022)[29]
- „InstynkTY” – spektakl dla dzieci do lat 3 (reż. Alicja Morawska – Rubczak, chor. Monika Kiwak, premiera: 13.12.2022)[30]
- Polski Teatr Tańca regularnie pojawia się w różnych ośrodkach w Polsce. Brał udział m.in. w programie Scena Tańca Studio Warszawie (2017[31], 2018[32], 2020[33]) czy X Dniach Sztuki Tańca, organizowanych przez Teatr Wielki – Operę Narodową i Polski Balet Narodowy[34].

31 marca 2020 oraz 28 kwietnia 2020 roku na antenie TVP Kultura odbyły się telewizyjne premiery dwóch spektakli Polskiego Teatru Tańca – „45” w choreografii Jacka Przybyłowicza, przygotowanego w kontekście jubileuszu Teatru oraz „Żniw” w reżyserii Igora Gorzkowskiego i choreografii Iwony Pasińskiej.
Teatr jest organizatorem dwóch festiwali – Międzynarodowego Festiwalu Teatrów Tańca „Granice natury – granice kultury” (od kwietnia 2021 roku) oraz Międzynarodowego Festiwalu „1 strona – 1 spojrzenie – 180 sekund” (od grudnia 2019).

## Polski Teatr Tańca na świecie
Polski Teatr Tańca (PTT) prezentuje swoje spektakle również na deskach scenicznych świata. W 2017 roku Polski Teatr Tańca odbył najdłuższe w dotychczasowej historii tournée w Azji, obejmujące sześć realizacji w ośrodkach teatralnych: Harbin Opera House, Tianjin Opera House i Poly Theatre w Shenzhen.
Wystąpił podczas China Shanghai International Arts Festival (2018), 15. edycji Belgrad Dance Festival (2018), Międzynarodowym Forum Teatralnym TEART w Mińsku (2018), Międzynarodowym Festiwalu Tańca Quinzena de Dança de Almada w Portugalii (2019), a także w Thalia Hall – The State Philharmonics Sibiu (2019), Cēsis Concert Hall (2019), w Trinity Laban czy Conservatoire of Music and Dance w Londynie (2019).
Koprodukcje z bodytalk można oglądać na scenach niemieckich w Berlinie, Lipsku, Mannheim czy Düsseldorfie, a premiery wspólnie zrealizowanych spektakli w Teatrze Pumpenhaus w Münster.

### Projekty europejskie
Wspólnie z Balletto di Roma (Włochy), 420PEOPLE (Czechy), Derida Dance Center (Bułgaria), Companhia de Dança de Almada (Portugalia), Sapienza University of Rome (Włochy), w ramach projektu CLASH! When Classic And Contemporary Dance Collide And New Forms Emerge, współfinansowanego z unijnego programu Kreatywna Europa (Grant Agreement No 2018-2032/001-001), w grudniu 2020 roku Polski Teatr Tańca zrealizował online Międzynarodowy Festiwal CLASH! Hybryda modeli tanecznych – między klasyką a współczesnością. Kolejny projekt unijny Polskiego Teatru Tańca UP2DANCE – rozwój profili zawodowych w kierunku tańca współczesnego (2019-2021) w ramach programu Erasmus+, miał na celu uporządkowanie wiedzy, kompetencji oraz umiejętności w odniesieniu do zawodów związanych z tańcem oraz edukacji tanecznej na poziomie europejskim. Projekt został zrealizowany przy wsparciu Programu UE Erasmus+, w ramach współpracy 6 europejskich partnerów: Balletto di Roma (Włochy), Derida Dance Center (Bułgaria), Magenta Consultoria (Hiszpania), Polski Teatr Tańca (Polska), ICK (Niderlandy) oraz Companhia de Dança de Almada (Portugalia).

## Choreograficzne projekty filmowe
Od 2017 roku w repertuarze Polskiego Teatru Tańca prezentowane są krótkometrażowe projekty choreograficzne w reżyserii i choreografii Iwony Pasińskiej.
- Inicjacja (2017)[54]
- Brzemię (2018)[55]
- Toporzeł (2019)[56]
- Ta Mara (2020)[57] – film w koprodukcji z Instytutem Adama Mickiewicza oraz przy wsparciu Instytut Polskiego w Düsseldorfie.
- Zielnik (2021)[58] – film w koprodukcji z Instytutem Adama Mickiewicza
- Bestia (2022)[59]

## Nagrody i wyróżnienia
Za swoje osiągnięcia artystyczne Polski Teatr Tańca otrzymał wiele nagród i wyróżnień. Od 2017 roku, z uznaniem na arenie międzynarodowej spotkają się nie tylko spektakle, ale także choreograficzne projekty filmowe i wydawnictwa Polskiego Teatru Tańca.
Spektakle:
- „Solidaritot”, zrealizowany w koprodukcji z bodytalk (premiera: 12.12.2018), niemiecki magazyn “tanz – Zeitschrift für Ballett, Tanz und Performance” przyznał tytuł „spektaklu roku” (2019)[60].
- „Niech żywi grzebią umarłych”, w reżyserii Aleksandry Dziurosz i Tomasza Szczepanka (premiera: 26 maja 2017), otrzymało Nagrodę Reporterów podczas XXV Jubileuszowego Festiwalu „Zderzenie Teatrów” (2019)[61].
- spektakl „Kurka Wodna albo urojenie” otrzymał 3 nagrody podczas 46. edycji Opolskich Konfrontacji Teatralnych / Finału VII Konkursu na Inscenizację Dawnych Dzieł Literatury „Klasyka Żywa” (2021). Równorzędne nagrody indywidualne przypadły Igorowi Gorzkowskiemu za reżyserię i Iwonie Pasińskiej za choreografię. Artyści – tancerze Polskiego Teatru Tańca zostali laureatami nagrody zespołowej[62].
- koprodukcja Polskiego Teatru Tańca i niemieckiego kolektywu bodytalk „Romeos&Julias unplagued. Traumstadt” otrzymała Nagrodę Złotego Yoricka – nagrodę główną w konkursie na najlepszą polską inscenizację dzieł dramatycznych Williama Szekspira oraz utworów inspirowanych dziełami Williama Szekspira podczas 26. Festiwalu Szekspirowskiego w Gdańsku (2022)[63].

Projekty filmowe:
- Inicjacja (2017) otrzymała I nagrodę – Best of Fest – Arts Triangle – Dance Film Festival 2018 w Dallas (USA)[64], I nagrodę Mexico City Videodance Festival 2018 (Meksyk)[65], II nagrodę w kategorii „film tańca” podczas 15th Annual ReelHeART International Film and Screenplay Festival 2019 w Toronto[66] (Kanada), Nagrodę Międzynarodową podczas festiwalu Movimiento en Movimiento 2019 w Meksyku[67], nagrodę On Art Film Festival 2019 w kategorii video-art (Polska)[68], Nagrodę Lyncha (Lynch Award) dla najlepszego filmu autorskiego na Austin Arthouse Film Festival 2019 (USA)[69], nagrodę dla Najlepszego Filmu Tańca w ramach Międzynarodowych Nagród Filmowych Play Short 2019[70], nagrodę dla najlepszego filmu eksperymentalnego podczas 8.edycji Woodengate Film Festival 2020 w Maramures (Rumunia)[71] oraz Zebra Award na Międzynarodowym Festiwalu Teatralnym Beijing Fringe Festival 2020 za „najlepszy film zagraniczny” (Chiny)[72].
- Brzemię (2018) zostało uhonorowane m.in. drugą nagrodą RIFF: R.E.D. INTERNATIONAL FILM FESTIVAL 2018 w Eina (Norwegia)[73], nagrodą w kategorii „najlepszy film muzyczno – performatywny” podczas Fine Arts Film Festival 2020 w Venice, Los Angeles (USA)[74], czy nagrodą Standard Vision 2020, polegającą na wyświetleniu fragmentu nagrodzonego filmu na wielkoformatowym ekranie w centrum Los Angeles (USA)[75] – szacuje się, że dziennie prezentacje w tym miejscu ogląda 20 tysięcy widzów. Film otrzymał także I nagrodę w kategorii „short professional” podczas On Art Film Festival 2020[76] (Polska) oraz nagrodę jury w kategorii Best Film podczas międzynarodowego konkursu Imajitari – International Dance Film Festival 2021w Dżakarcie (Indochiny)[77].
- Toporzeł (2019) ma na swoim koncie m.in. wyróżnienie na ROLLOUT Dance Film Festival 2020 w Macau (Chiny)[78], nagrodę dla najlepszego filmu krótkometrażowego na Utah Dance Film Festival 2021[79] w Orem (USA), wyróżnienie w kategorii „film tańca” w ramach Play Short – International Film Awards 2021[80], II nagrodę w kategorii „najlepszy film tańca” podczas 17. edycji Annual ReelHeART International Film and Screenplay Festival 2021 w Toronto[81] (Kanada), główną nagrodę On Art Film Festival 2021 w Warszawie w kategorii „film krótkometrażowy”[82] (Polska), I nagrodę Best International Dance Film Short na Festiwalu FASS Forward w Quebec (2021)[83] (Kanada), nagrodę jury w kategorii Najlepsza choreografia w ramach 3. edycji ZED Festival Internationale Videodanza 2021 w Bolonii (Włochy)[84] oraz wyróżnienie podczas Athens International Digital Film Festival 2021.[85]
- Ta Mara (2020) została wyróżniona podczas Inspired Dance Film Festival 2021 w Perth (Australia)[57]. Był częścią ekspozycji w Pawilonie Polskim podczas Wystawy Światowej EXPO 2020 w Dubaju[86].
- Zielnik (2021) otrzymał Nagrodę Publiczności na Międzynarodowym Festiwalu Choreograficznym w Blois (Francja, 2022)[87], nagrodę główną Międzynarodowego Festiwalu RIFF: R.E.D w Eina (Norwegia, 2022)[88], nagrodę dla najlepszego krótkometrażowego filmu tańca (Door Kinetic Arts Festival w Baileys Harbour – USA, 2022)[89], Nagrodę Publiczności, Classical Arts Film Festival w Napa[90] (USA, 2022), nagrodę na International Dance Film Festival (Indonezja, 2022)[91], nagrodę za najlepszą reżyserię dla Iwony Pasińskiej i wyróżnienie w kategorii „najlepszy film tańca” na XII Encuentro Para Cinéfagos (Festival de CineArte en la Frontera – Wenezuela, 2022)[92] oraz Nagrodę Publiczności Portland Dance Film Fest (USA, 2022)[93].

Publikacje:
- monografia jubileuszowa Polskiego Teatru Tańca pt. 1973-2018 PTT otrzymała Srebrny Medal w konkursie European Design Awards w 2019 roku[94]. Zdobyła też nagrodę w ogólnopolskim 59. Konkursie Najpiękniejsze Książki Roku 2018, organizowanym przez Polskie Towarzystwo Wydawców Książek[95] i w 2019 roku znalazła się w gronie 50 najlepiej zaprojektowanych na świecie w zestawieniu „50 books”, przygotowanym przez The Professional Association for Design oraz Design Observer (USA)[96].
- album pt. Historie naturalne (2020) – opowiadający słowem i obrazem o organicznych związkach człowieka z naturą, został nagrodzony Złotym Medalem w kategorii „katalogi artystyczne” w konkursie European Design Awards 2021[97] oraz Brązowym Medalem w konkursie Best Book Design from all over the World, organizowanym przez niemiecką fundację Stiftung Buchkunst[98].

Polski Teatr Tańca otrzymał też Nagrodę Orła Wprost w kategorii Samorząd Regionu Wielkopolska za efektywne wykorzystywanie środków europejskich i stosowanie technik innowacyjnych (2022).

## Nowa własna siedziba

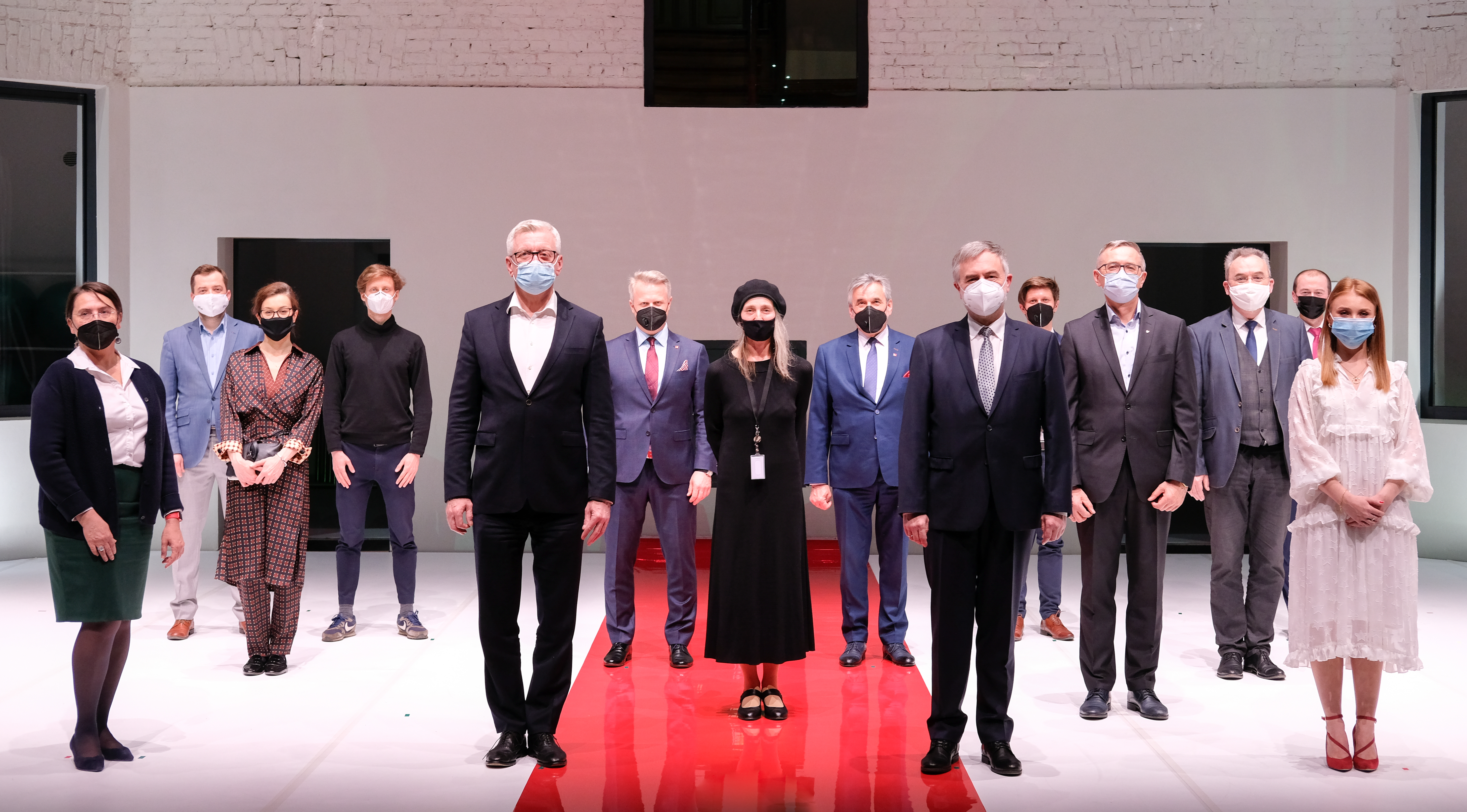
Otwarcie pierwszej, własnej siedziby Polskiego Teatru Tańca w Międzynarodowy Dzień Tańca, 29.04.2021. W inauguracji udział wzięli widoczni na zdjęciu: Marek Woźniak (Marszałek Województwa Wielkopolskiego), Jacek Jaśkowiak (Prezydent Miasta Poznania), Włodzimierz Mazurkiewicz (Dyrektor Departamentu Kultury UMWW), Iwona Pasińska (Dyrektor PTT), posłowie na Sejm RP, radni Komisji Kultury Województwa Wielkopolskiego, przedstawiciele Departamentu Kultury UMWW oraz poznańskich instytucji kultury

Polski Teatr Tańca od początku istnienia był teatrem bez własnej siedziby. Prezentował swoje spektakle na scenach w Polsce i za granicą, wynajmując pomieszczenia od poznańskiej Szkoły Baletowej. 18 września 2017 roku Marek Woźniak, Marszałek Województwa Wielkopolskiego i Iwona Pasińska, dyrektor Polskiego Teatru Tańca podpisali umowę na realizację projektu pn. „Adaptacja budynków położonych w Poznaniu przy ul. Taczaka (w tym renowacja kamienicy) na cele kulturalne Polskiego Teatru Tańca wraz z wyposażeniem” ze środków unijnych Wielkopolskiego Regionalnego Programu Operacyjnego 2014+.
Oficjalna inauguracja własnej siedziby Polskiego Teatru Tańca przy ul. Stanisława Taczaka 8 w Poznaniu odbyła się online, 29 kwietnia 2021 roku, w Międzynarodowym Dniu Tańca.